# ショーン・マーフィー (アメリカンフットボール)
ショーン・マーフィー（Shawn Murphy 1982年12月17日 - ）はジョージア州アトランタ出身のアメリカンフットボール選手。現在、フリーエージェント。ポジションはガード。元メジャーリーグベースボール選手デール・マーフィーの息子である。

## 経歴
2001年にユタ州立大学に入団、2シーズンに渡り先発タックル、ガードを務めた。4年次にはウェスタン・アスレチック・カンファレンスのオール・カンファレンスチームに選ばれている。
2008年のNFLドラフト4巡目でマイアミ・ドルフィンズに指名されて入団した。ドルフィンズでは出場機会に恵まれず22試合を非アクティブプレイヤーとして過ごし、2009年10月20日、ドルフィンズからウェーバーされた。彼はすぐにタンパベイ・バッカニアーズに入団したが、ここでも1試合に出場したのみで2010年4月、ウェーバーされた。その後フィラデルフィア・イーグルスとの契約を目指したが健康診断の結果、契約は見送られ、同年9月カロライナ・パンサーズのプラクティス・スクワッドとなった。
2011年1月7日、デンバー・ブロンコスと契約、ロースター入りを目指したが、8月29日にウェーバーされた。